# Plakothira
Plakothira is een geslacht uit de familie Loasaceae. De soorten komen voor op de Marquesaseilanden, gelegen in de Stille Oceaan.

## Soorten
- Plakothira frutescens J.Florence
- Plakothira parviflora J.Florence
- Plakothira perlmanii J.Florence